# Београдски Фантом
Београдски Фантом је српски филм снимљен 2009. године у режији Јована Б. Тодоровића. Главне улоге тумаче Милутин Милошевић, Марко Живић и Радослав Миленковић.
Филм комбинује архивске телевизијске снимке, као и садашње интервјуе са сведоцима и актерима догађаја из 1979. и игране секвенце.
Филм је премијерно приказан у Београду 29. марта 2009. године у Сава центру.

## Радња
Филм говори о Влади Васиљевићу, Београђанину који је 1979. године тенисеру Ивку Плећевићу украо бели „Порше 911“, а затим десетак вечери излуђивао милицију својим вратоломним вожњама на Славији. Грађани су навијали за њега, а народна милиција га је са "тристаћима", "кечевима" и "фићама" узалуд јурила.
За време службеног боравка председника Тита на Куби 1979. године, пажња престонице била је усмерена ка „фантому из белог поршеа“. Мистериозни возач који је у украденом аутомобилу јурио тргом Славија правећи у поноћним сатима прави спектакл, непрекидно је успевао да утекне милицији. Преко радија јавно је позивао полицију да га ухвати, што је први опозициони чин у послератној Југославији. Више десетина хиљада људи излазило је на улице да га подржи.

## Улоге
| Глумац              | Улога                                                |
| ------------------- | ---------------------------------------------------- |
| Милутин Милошевић   | Влада Васиљевић                                      |
| Марко Живић         | Фанђо                                                |
| Радослав Миленковић | Максић                                               |
| Нада Мацанковић     | Ђина                                                 |
| Андреј Шепетковски  | Божа                                                 |
| Александар Ђурица   | Ивко Плећевић                                        |
| Милош Самолов       | Цвеле                                                |
| Горан Радаковић     | Комарац                                              |
| Урош Урошевић       | Смиљке                                               |
| Борис Комненић      | савезни секретар за унутрашње послове Фрањо Херљевић |
| Бојан Лазаров       | Илија Богдановић                                     |
| Петар Михаиловић    | Младен Мајсторовић                                   |
| Предраг Дамњановић  | Марко Јанковић                                       |
| Милош Влалукин      | џепарош                                              |
| Цвијета Месић       | Фантомова мајка                                      |

## Музика
Сву музику за филм компоновао је Александар Сања Илић а текст за песму Никада више написала је Марина Туцаковић а отпевала Бисера Велетанлић.

## Занимљивости
Глумац Милутин Милошевић који у филму игра Владу Васиљевића Фантома не изговара ни једну реч.
Порше који је коришћен у филму је плаве боје па је за потребе филма прелепљен белом фолијом. Произведен је 1986. године и тренутно се налази у Музеју аутомобила у Београду.